# Pierre Lanvers
 (octobre 2014).
Si vous disposez d'ouvrages ou d'articles de référence ou si vous connaissez des sites web de qualité traitant du thème abordé ici, merci de compléter l'article en donnant les références utiles à sa vérifiabilité et en les liant à la section « Notes et références ».
Pour les articles homonymes, voir Lanvers.
Pierre Lanvers, né le 10 novembre 1918 à Nîmes où il est mort le 8 septembre 2017,, est un résistant et entrepreneur français.

## Biographie
Fils d'Ernest Lanvers "petit patron" propriétaire de la Blanchisserie du Gard, Pierre, Just, Joseph Lanvers est né à Nîmes le 10 novembre 1918. Il effectue ses études dans sa ville natale. Il suit la préparation militaire et s'engage dans l'armée par devancement d'appel en octobre 1938. Maréchal des logis en juin 1939, il participe à la campagne de France en qualité d'aspirant, il est fait prisonnier en juin 1940. Après son évasion en septembre 1940, il intègre le réseau de résistance Pat O'Leary où il est chargé du convoyage des pilotes britanniques abattus. Arrêté par la Gestapo, il est interné à la prison de Fresnes puis de Nevers. Libéré conditionnellement, il regagne Nîmes où il est arrêté à nouveau par la police de Vichy le 27 août 1942 alors qu'il assiste à un parachutage. Il est incarcéré successivement à Nîmes, Marseille et Castres (camp de Saint-Sulpice-la-Pointe) d'où il s'évade le 10 février 1943. Le 2 octobre 1943, il passe la frontière espagnole avant de connaître les prisons franquistes où il a pour compagnon Bernard de Gaulle, neveu du Général. Il arrive à Casablanca le 3 décembre 1943 et rejoint les troupes de la France libre. Intégré au Corps Expéditionnaire Français, le sous-lieutenant Pierre Lanvers débarque en Italie le 3 janvier 1944. Sa conduite courageuse sous le feu lui vaut une citation à l'ordre de la brigade. Embarqué à Naples le 26 août 1944, il participe au débarquement de Provence à Saint-Raphaël avant de s'élancer vers l'Alsace, l'Allemagne et l'Autriche. Comme en Italie la conduite de Pierre Lanvers lui vaut de recevoir deux citations. La première, à l'ordre de la division, est signée le 12 avril 1945 par le général de Henri de Vernejoul, commandant la 5e DB. La seconde à l'ordre du corps d'armée est signée le 29 juin 1945, par le chef de la 1re armée française, le général de Lattre. Nommé ensuite au grade de lieutenant puis de capitaine, Il recevra la croix de chevalier de la légion d'honneur à titre militaire le 2 décembre 1958.
Démobilisé le 20 novembre 1945, Pierre Lanvers va alors diriger son entreprise qu'il transformera profondément avant de la céder au groupe ELIS. Il s'investit un temps dans l'économie gardoise, plus particulièrement au sein du patronat œuvrant à la modernisation de ses structures. Président de l'Union des Syndicats Patronaux du Gard en septembre 1968, il accède six ans plus tard à la présidence de la CCI de Nîmes puis de la Chambre Régionale de Commerce et d'Industrie. Président de la Compagnie Inter-consulaire Rhin Rhône, chargée de la promotion de la construction du canal il sera nommé par deux fois au Conseil Économique et Social.
Il présida la CCI de Nîmes. Il fut aussi président de l'AFUMA[Quoi ?]. Il présidait la section du Languedoc-Nord de l'association des décorés de la Légion d'honneur au péril de leur vie. 

## Décorations
- Commandeur de la Légion d'honneur - J.O. du 1/01/1993 / Décret du 31/12/1992
- Commandeur de l'ordre national du Mérite
- Croix de guerre 1939–1945 avec 3 citations
- Chevalier de l'ordre des Palmes académiques
- Médaille des évadés
- Medaille de l'Aeronautique

## Ouvrages
- L'entreprise a-t-elle une âme?, éditions France-Empire, 1975, 164p.
- Une chambre de Commerce, pour quoi faire?, éditions Chrotar et associés, 1982, 305p.
- Les sociétés d'aménagement régional et les missions interministérielles d'aménagement touristique, édité par le Conseil économique et social, 1984, 68p.
- Aventures, éditions La société des écrivains, 2002, 272p.
- Au service de la France : témoignages, préface de Pierre Messmer, éditions Little Big Man, 2007, 300p.

## Sources
- Guillemette de Sarigné, La Circasienne, ed. Robert Laffont, 2011,  (ISBN 9782221124611)
- Notices et portraits, Conseil économique et social, p. 113, 1980